# Terremoto de Cachemira de 2019
El terremoto de Cachemira de 2019 golpeó a Cachemira con un epicentro en Azad Cachemira (la parte administrada por Pakistán del territorio en disputa de Cachemira) el 24 de septiembre a las 16:02 hora local (11:02 UTC). Tuvo una magnitud de 5.6 Mw y una intensidad de fieltro máxima de VII (muy fuerte) en la escala de Mercalli Modificada. Hubo graves daños en el distrito de Mirpur, causando la muerte de 40 personas e hiriendo a otras 850. El epicentro del terremoto fue cerca de la ciudad de Mirpur, Pakistán. Los temblores se sintieron en la región de Cachemira, Punjab (Pakistán), Punjab (India), Uttarakhand y el norte de la India, incluida Nueva Delhi.

## Información tectónica
Cachemira se encuentra en la margen sur de la amplia zona de colisión continental entre las placas de Eurasia e India. La tasa de convergencia entre estas placas cerca de esta ubicación es de 38 mm por año. Las principales estructuras involucradas en la acomodación de esta convergencia son grandes fallas de empuje, como el empuje central principal y el empuje frontal principal. Dentro de la zona de empuje frontal, hay muchas fallas de empuje individuales. Muchos terremotos dañinos han sido resultado del movimiento en tales fallas de empuje, como el terremoto de Cachemira de 2005 que causó la muerte de alrededor de 87,000 personas.

## Terremoto
El terremoto causó daños severos a 135 casas en el distrito de Mirpur, con 319 daños adicionales, la mayoría en Mirpur y solo cuatro en el distrito de Bhimber. Se informó que dos puentes resultaron dañados y partes de varias carreteras se vieron afectadas, particularmente 14 km de la carretera principal de Jatlán.
Según el presidente de la Autoridad Nacional de Gestión de Desastres de Pakistán (NDMA), "en Mirpur, además de la ciudad, una pequeña ciudad de Jatlán y dos pequeñas aldeas Manda y Afzalpur" estaban entre las áreas más afectadas. Según él, la carretera principal que corre a lo largo de un río desde Mangla a Jatla sufrió daños importantes. Según los funcionarios, la presa Mangla, el principal depósito de agua de Pakistán, se salvó. Sin embargo, la central eléctrica de la presa se cerró, lo que resultó en una pérdida de 900 megavatios en la red eléctrica nacional de Pakistán. A las 7:20 p. m., se reanudó la generación de energía en Mangla, restaurando 700 MW a la red nacional. 
Según un informe de los medios, aparecieron grietas y fisuras en el canal del Alto Jhelum. El agua de las inundaciones había logrado entrar en la aldea de Chak Nigah en la ciudad de Jatlan. El canal se cerró posteriormente como medida de precaución.

## Daños y víctimas
Cuarenta personas murieron y más de 850 resultaron heridas según los informes publicados el 26 de septiembre. De los que murieron, treinta y tres estaban en el distrito de Mirpur, cuatro en el distrito de Bhimber y uno más en el distrito de Jhelum. Reuters informó, citando a arquitectos, que el gran número de víctimas se debió a métodos de construcción de edificios de mala calidad y estándares de construcción débiles en Pakistán. Sardar Gulfaraz Khan, el inspector general adjunto de policía del distrito de Mirpur, declaró que se produjeron un gran número de muertes debido al colapso de casas antiguas en las aldeas. El 26 de septiembre a las 12:30, dos días después del gran terremoto, otro terremoto golpeó a Mirpur, lo que provocó la lesión de otras 67 personas- Fue de magnitud 4.7 y se centró en Thothal Mirpur a una profundidad de 10 kilómetros (6.2 millas).